# Sonate pour piano no 17 de Beethoven
Pour les articles homonymes, voir Sonate pour piano (homonymie), Sonates pour piano de Beethoven et La Tempête.
La Sonate pour piano no 17 en ré mineur, opus 31 nº 2 ou La Tempête est la seconde des 3 sonates pour piano opus 31, de 1802, en 3 mouvements, du compositeur allemand Ludwig van Beethoven. Considérée comme un de ses chefs-d'œuvre, elle serait inspirée de l'œuvre La Tempête de William Shakespeare de 1623, et dédiée (avec sa Sonate pour piano no 16) à la comtesse Anna Margarete von Browne (épouse de son   mécène Johann Georg von Browne (en)).

## Histoire

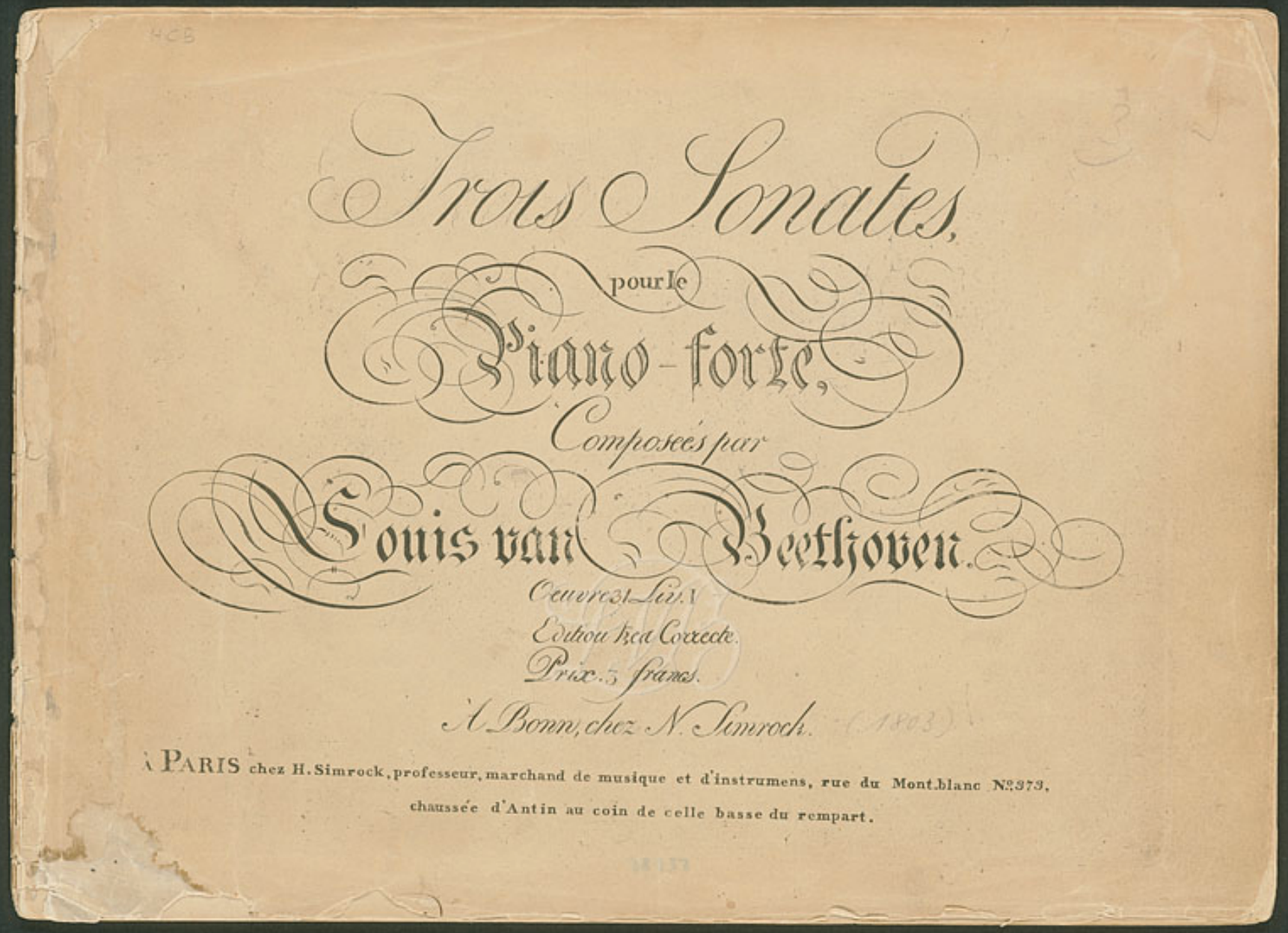
Partition originale des 3 sonates de Ludwig van Beethoven pour piano-forte

La lecture des œuvres majeures de l'époque classique grec, de William Shakespeare, et des maîtres du romantisme allemand et du mouvement Sturm und Drang (Tempête et Passion), tels que Goethe et Schiller, très en vogue de l'époque, ont profondément influencé le tempérament et l'œuvre de Ludwig van Beethoven.
Âgé de 32 ans, désemparé devant sa surdité naissante (devenue totale vers 1814), il quitte Vienne au printemps 1802, sur les conseils de son médecin personnel Johann Adam Schmidt (en), pour reposer ses oreilles dans la campagne du village autrichien de Heiligenstadt. Il sombre alors dans le désespoir tragique, confie ses affaires à son jeune frère Karl van Beethoven (en), avec lequel il se dispute fréquemment, et rédige son ultime Testament de Heiligenstadt (retrouvé après sa disparition). La composition de cette Sonate à cette période, marque les débuts de sa « période héroïque triomphante » où il décide finalement de triompher de son mal en « transcendant sa musique et son œuvre ». Il cite en 1802 « Je suis peu satisfait de mes travaux jusqu’à présent. À dater d’aujourd’hui, je veux ouvrir un nouveau chemin. ». Il va alors se consacrer à ses compositions innovantes, avec sa grande force de caractère, avec en particulier sa Symphonie n° 3 opus 55 dite « Héroïque » de 1805.
Cette Sonate pour piano-forte n° 17 en ré mineur reflète cette période de « tempête intérieure » de Beethoven, à la fois de virtuose prolifique en composition et en succès et à la fois pleine d'introspection et de doutes sur sa surdité naissante,.
D'après le compositeur Anton Felix Schindler, biographe de Beethoven, ce dernier lui aurait conseillé de lire l'œuvre La Tempête du dramaturge William Shakespeare de 1623, pour comprendre « le sens » de cette Sonate op.31 n° 2, d'où son surnom « La Tempête »,,.
Cette œuvre fait partie des trois sonates de l'opus 31 (avec la Sonate pour piano no 16 op. 31 no 1 et la Sonate pour piano no 18 op. 31 no 3), éditées en 1803. Elle a, en fait, été composée avant l'opus 31 no 1. Sa composition se situe dans la période délicate qui sépara celle de la Première symphonie de la Deuxième.

## Structure et mouvements
L'œuvre comporte trois mouvements et son exécution dure environ un peu plus de vingt minutes.
1. Largo-Allegro, ré mineur : ce premier mouvement commençant par largo puis allegro, puis ces deux vitesses étant alternées.

1. Adagio, si majeur
2. Allegretto, ré mineur : le thème principal de ce dernier mouvement étant assez répétitif, en ré mineur.

## Au cinéma
- 2006 : Fauteuils d'orchestre, de Danièle Thompson,